# Fauvel AV-36
L'AV-36 fu un aliante ad ala volante progettato da Charles Fauvel nel 1951.

In realtà non si trattava di un'ala volante "puro" in quanto erano presenti due impennaggi verticali, perpendicolari all'ala.

## Storia del progetto
Dopo i successi dei precedenti modelli, Fauvel sviluppò l'AV-36. In questo velivolo, caratterizzato da una ridotta apertura alare (poco meno di 12 m) e da un limitato peso a vuoto, la sporgenza del posto di pilotaggio era ridotta al minimo.

Le ali non erano smontabili così il trasporto poteva essere effettuato semplicemente smontando la punta della fusoliera, ripiegando le pinne di coda e disponendo il velivolo con le ali nel senso della lunghezza del rimorchio. In questo modo l'ingombro in larghezza era di soli 2,38 m.
Il primo volo ebbe luogo il 31 dicembre 1951. In breve tempo ottenne il Certificato di Navigabilità francese, quindi quello canadese e infine quello tedesco che permetteva ufficialmente semplici acrobazie.
La società Wassmer di Issoire ne costruì una quindicina di esemplari, vendendolo anche in scatola di montaggio. Questi kit furono utilizzati da numerosi aeroclub per costruire il velivolo su licenza in Francia, Canada, Inghilterra, Germania, Brasile e Italia.
L'aliante aveva prestazioni paragonabili ad altri alianti contemporanei su percorsi sino a 500 km e nel giugno 1954 Eric Nessler partecipò alla gara di volo Parigi-Biarritz volando con l'AV-36 mentre nel 1957 Claude Visse sempre con l'AV-36 vinse la FAI Gold Badge.

## Versioni
Nel 1960 venne realizzata una versione perfezionata, l'AV-361, con una maggiore apertura alare (12,78 m anziché 11,95 m), migliore aerodinamica dell'ala e l'installazione di diruttori a piastra perforata Schempp-Hirth, montati sopra e sotto le ali, oltre a timoni verticali perfezionati.

Per le superfici alari venne utilizzata la copertura Wortmann Laminar FX-66 HS 159 anziché l'originaria Fauvel F4 e questo permise un aumento dell'efficienza aerodinamica.

La fusoliera fu modificata per una sezione più ovale e il cupolino in plexiglas permetteva una migliore visibilità.
Tutte queste migliorie permisero all'AV-361 di ottenere prestazioni migliori rispetto all'AV-36:
| parametro                  | AV-36        | AV-361       |
| -------------------------- | ------------ | ------------ |
| Apertura alare             | 11,95 m      | 12,78 m      |
| Lunghezza                  | 3,17 m       | 3,24 m       |
| Superficie alare           | 14,20 m2     | 14,60 m2     |
| Allungamento               | 10           | 11,4         |
| Peso a vuoto               | 120 kg       | 134 kg       |
| Peso a carico              | 225 kg       | 258 kg       |
| Velocità di stallo         | 58 km/h      |              |
| Velocità massima           | 180 km/h     | 180 km/h     |
| Efficienza                 | 26 a 83 km/h | 30 a 85 km/h |
| Velocità minima di discesa | 0,87 m/s     | 0,74 m/s     |

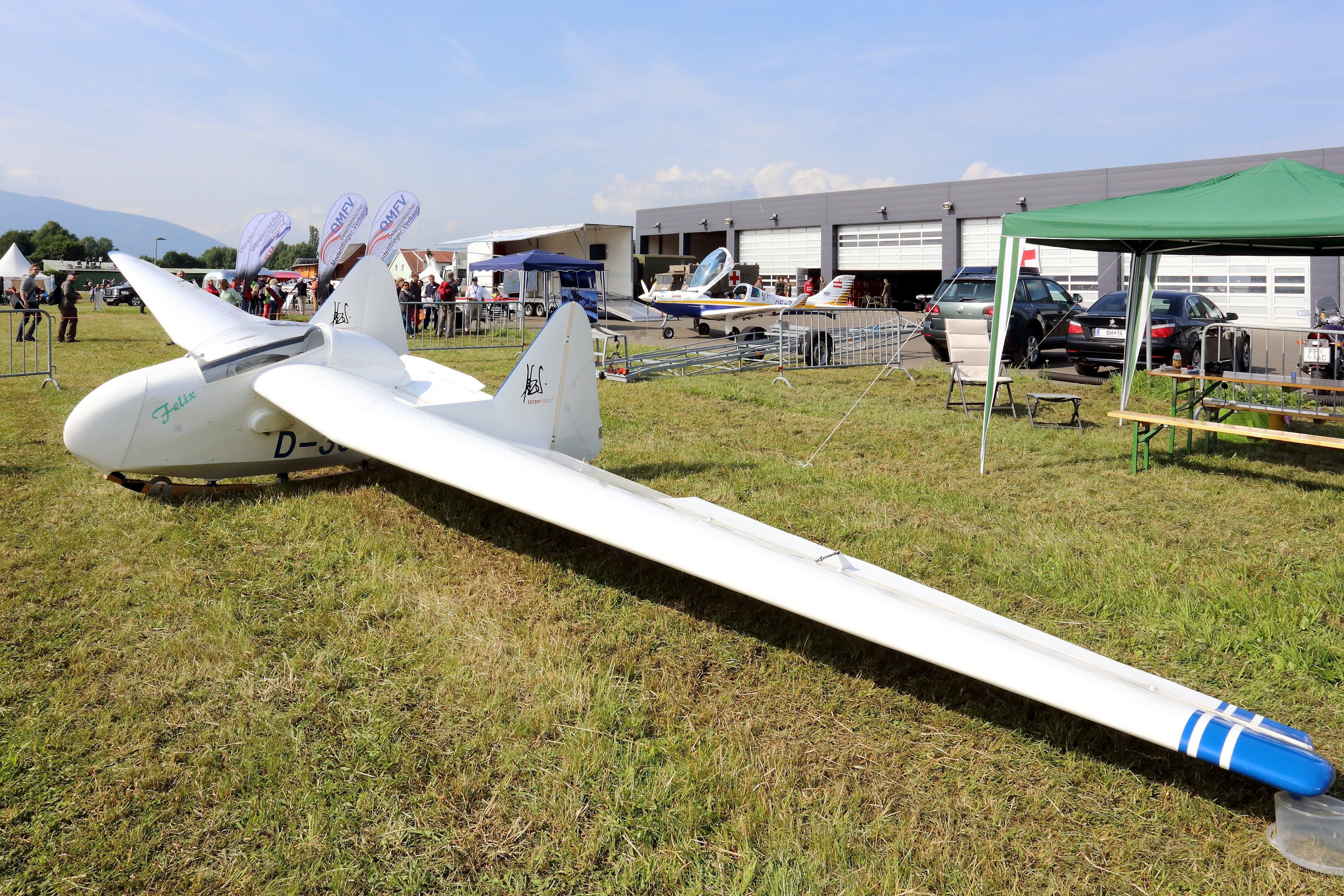
Fauvel AV-36

L'AV-36 si prestava ad essere trasformato in motoaliante così alcuni costruttori vi montarono un motore la cui elica era posizionata fra i timoni di direzione e la Bölkow commercializzò alcuni di questi velivoli con la denominazione AV-36 C11.

In qualche altro caso sono stati trasformati in ultraleggeri, montando un motore a due tempi König da 24 cv e un carrello a triciclo per l'atterraggio.